# J. 윌리엄 스톡스
제임스 윌리엄 스톡스(James William Stokes, 1853년 12월 12일 ~ 1901년 7월 6일)는 미국의 정치인이다.

## 학력
- 1876 워싱턴 앤드 리 대학교
- 밴더빌트 대학교

## 경력
- 1889 농업 활동종
- 1890 사우스캐롤라이나 상원의원
- 1892 민주당 전당대회 대의원
- 1895.03 ~ 1896.06 제54대 미국 사우스캐롤라이나 제7선거구 연방하원의원
- 1896.11 ~ 1901.07 제54·55·56·57대 미국 사우스캐롤라이나 제7선거구 연방하원의원

## 역대 선거 결과
| 선거명        | 직책명                                | 대수 | 정당   | 득표율 | 득표수  | 결과 | 당락                             |
| ------------- | ------------------------------------- | ---- | ------ | ------ | ------- | ---- | -------------------------------- |
| 1900년 선거   | 상원의원 (사우스캐롤라이나 선거구)    | 대   | 민주당 | 0%     | 표      | 1위  | 사우스캐롤라이나 주의원 당선     |
| 1894년 재선거 | 하원의원 (사우스캐롤라이나 제1선거구) | 53대 | 민주당 | 48.60% | 3,115표 | 2위  | 낙선                             |
| 1894년 선거   | 하원의원 (사우스캐롤라이나 제7선거구) | 54대 | 민주당 | 96.19% | 4,220표 | 1위  | 사우스캐롤라이나주 하원의원 당선 |
| 1896년 재선거 | 하원의원 (사우스캐롤라이나 제7선거구) | 54대 | 민주당 | 88.26% | 8,223표 | 1위  | 사우스캐롤라이나주 하원의원 당선 |
| 1896년 선거   | 하원의원 (사우스캐롤라이나 제7선거구) | 55대 | 민주당 | 85.53% | 8,065표 | 1위  | 사우스캐롤라이나주 하원의원 당선 |
| 1898년 선거   | 하원의원 (사우스캐롤라이나 제7선거구) | 56대 | 민주당 | 89.77% | 4,433표 | 1위  | 사우스캐롤라이나주 하원의원 당선 |
| 1900년 선거   | 하원의원 (사우스캐롤라이나 제7선거구) | 57대 | 민주당 | 93.17% | 7,285표 | 1위  | 사우스캐롤라이나주 하원의원 당선 |